# Diomid (Dziuban)
Diomid, imię świeckie Siergiej Iwanowicz Dziuban (ur. 24 czerwca 1961 w Kadiewce, zm. 20 listopada 2021 w obwodzie leningradzkim) – były rosyjski biskup prawosławny.

## Życiorys
Urodził się w rodzinie robotniczej. W 1983 ukończył studia w instytucie radioelektroniki w Charkowie i podjął pracę jako inżynier-konstruktor w biurze konstrukcyjnym maszyn ciężkich w tym samym mieście. Po trzech latach porzucił pracę zawodową i wstąpił do moskiewskiego seminarium duchownego. Będąc jego słuchaczem, złożył 3 lipca 1987 wieczyste śluby zakonne przed przełożonym ławry Troicko-Siergijewskiej, archimandrytą Aleksym (Kutiepowem). 18 lipca tego samego roku metropolita miński i słucki Filaret (Wachromiejew) wyświęcił go na hierodiakona. W 1991 patriarcha moskiewski i całej Rusi Aleksy II udzielił mu święceń kapłańskich. Mnich Diomid był już wówczas studentem Moskiewskiej Akademii Duchownej, którą ukończył w 1993.
Od 1991 prowadził pracę duszpasterską i misyjną na terytoriach eparchii kamczackiej i magadańskiej oraz na Sachalinie. W latach 1992–2000 był proboszczem parafii Zaśnięcia Matki Bożej w Jelizowie na Kamczatce. Od 1993 posiadał godność igumena. 19 lipca 2000 Święty Synod Rosyjskiego Kościoła Prawosławnego nominował go na biskupa anadyrskiego i czukockiego. 21 lipca 2000 ihumen Diomid otrzymał godność archimandryty, zaś 10 sierpnia 2000 w soborze Smoleńskiej Ikony Matki Bożej w moskiewskim Monasterze Nowodziewiczym przyjął chirotonię biskupią. Ceremonii przewodniczył patriarcha Aleksy II.
W okresie sprawowania przez Diomida godności biskupiej w Anadyrze został wzniesiony katedralny sobór Trójcy Świętej, współfinansowany przez gubernatora Czukotki Romana Abramowicza.
Jako biskup Diomid nawoływał do zerwania przez Rosyjski Kościół Prawosławny wszelkiej współpracy z władzami świeckimi, wycofania się z dialogu międzykonfesyjnego i porzucenia aktywności misyjnej. Ostrej krytyce poddawał patriarchę Aleksego i innych hierarchów Cerkwi Rosyjskiej. Jego zachowanie zostało uznane przez Święty Synod za działalność sprzyjającą rozłamowi w Kościele i złamanie kanonów. W czerwcu 2008 Diomid został suspendowany, zaś zarząd eparchii anadyrskiej i czukockiej objął jako locum tenens biskup chabarowski i nadamurski Marek (Tużykow). Diomid odmówił jednak poddania się tej decyzji. W lipcu tego samego roku, w 90. rocznicę zabójstwa cara Mikołaja II i jego rodziny, wydał list otwarty, w którym wbrew prawu kanonicznemu obłożył anatemą patriarchę moskiewskiego Aleksego, metropolitę smoleńskiego i kaliningradzkiego Cyryla (Gundiajewa), metropolitę mińskiego i słuckiego Filareta (Wachromiejewa) oraz wszystkich ich poprzedników, określonych jako uczestników antycarskiej rewolucji lutowej w 1917. Diomid twierdził również, iż wielokrotnie łamanie prawa kanonicznego przez najwyższą hierarchię Cerkwi uprawnia go do autonomicznego zarządzania eparchią anadyrską i czukocką.
6 października 2008 Synod Rosyjskiego Kościoła Prawosławnego wykluczył mnicha Diomida ze stanu kapłańskiego.
20 listopada 2021 r. mnich Diomid zginął w wypadku samochodowym.